# M.O.P.
M.O.P. – amerykańska hip-hopowa grupa, która powstała z inicjatywy Lil'Fame'a & Billy Danzenie'go w 1993 roku.
Skrót M.O.P. oznacza Mash-Out Posse i pochodzi od nazwy gangu, do którego należeli członkowie tejże grupy. W skład zespołu wchodzą: Lil'Fame (znany też jako Fizzy Womack) i Billy Danzenie. Ich prawdziwe nazwiska to Jamal Grinnage (Lil'Fame) i Eric Murray (Billy Danzenie). Dorastali w dzielnicach Brownsville i Saratoga. Początkowo do zespołu należał także Big Mal, ale zginął w strzelaninie.

## Życiorys
M.O.P. debiutowali singlem „How About Some Hardcore” w 1993 roku. Rok później wyszedł ich debiutancki album „To The Death” w całości wyprodukowany przez DR Perioda. Album odbił się szerokim echem wśród słuchaczy, ale sprzedał się słabo ze względu na słabą promocję, gdyż został wydany przez małą wytwórnię płytową Select Records.
Zespół podpisał kontrakt z Relativity Records i w 1996 roku wyprodukował drugą płytę „Firing Squad” tym razem wyprodukowaną przez Dj Premiera i Lil'Fame'a.
Handle Ur Bizness EPka poprzedzało płytę „First Family 4 Life” z 1998 roku. Płyta miała podobną formułę do poprzedniego albumu i wciąż była w większości wyprodukowana przez Dj Premiera i Lil'Fame'a.
Po tej płycie przyszedł czas na zmianę wytwórni, gdyż grupa miała swoich stałych odbiorców, ale była to raczej mała baza fanów jak na USA. Wybór padł na Loud Records. Po wydaniu płyty „Warriorz” z hitowym singlem „Ante Up” M.O.P. wreszcie osiągnęli sukces.
Następnie wydali płytę z największymi hitami zatytułowaną „10 Years and Gunnin'” w roku 2003. Płyta ta ukazała się nakładem Sony/Columbia, gdyż Loud upadło. Mash-Out Posse podpisali kontrakt z Roc-A-Fella Records, ale oprócz nagrania paru utworów między innymi na płytę Jaya_Z „The Blueprint 2” do niczego konkretnego nie doszło.
W 2005 roku M.O.P. podpisali kontrakt z G-Unit Records, a także wydali w wytwórni płytowej Koch Records kompilację „M.O.P. Salutes the St. Marxmen” zawierającą kilka utworów nagranych jeszcze dla Roc-a-Fella.
W 2006 roku nagrali album „Ghetto Warfare” ciągle nie w G-Unit Records, tylko w wytwórni Coppertop.

## Koncerty w Polsce
- 9 kwietnia 2007, Warszawa, klub The Fresh
- 5 września 2009, Łódź, park Baden-Powella
- 7 sierpnia 2010, Gdańsk, Plac Zebrań Ludowych, MTV Gdańsk Dźwiga Muze Festiwal 2010
- 6 sierpnia 2011, Giżycko, Twierdza Boyen, Mazury Hip-Hop Festiwal Giżycko 2011
- 17 marca 2013, Katowice, Megaclub, Lil' Fame of M.O.P. and Termanology „Fizzyology tour 2013”

## Dyskografia
| 1994: To the Death 1996: Firing Squad 1998: First Family 4 Life 2000: Warriorz 2009: Foundation 2011: Sparta 2015: Street Certified |  | 2011: Sparta (z Snowgoons) 2012: Lil Fame & Termanology – Fizzyology |  | 1998: Handle Ur Bizness (EP) 2003: 10 Years and Gunnin' 2004: Marxmen Cinema (jako The Marxmen) 2004: Mash Out Posse 2005: St. Marxmen 2006: Ghetto Warfare |